# Новая волна 2002
Но́вая волна́ 2002 (англ. New Wave 2002; латыш. 2002. gada Jaunais Vilnis) — 1-й Международный конкурс молодых исполнителей «Новая волна», который состоялся с 31 июля по 4 августа 2002 года в Дзинтари, Юрмала. Проводился первый раз, основателями являются Раймонд Паулс и Игорь Крутой. По официальным данным участвовало 15 участников из 10 стран мира. Победителем стала российская группа Smash!!. 
На церемонии открытия конкурса гостей и участников конкурса приветствовала президент Латвии Вайра Вике‑Фрейберга.

## Участники
| Имя, Фамилия        | Страна    |
| ------------------- | --------- |
| Джей Стивер         | Латвия    |
| Марина Чело         | США       |
| Мирна               | Испания   |
| Графа               | Болгария  |
| Эдди Батлер         | Израиль   |
| Индре и Дейвидас    | Литва     |
| Дильназ Ахмадиева   | Казахстан |
| Хендиг Хансон       | Эстония   |
| Группа Smash!!      | Россия    |
| Группа «2х2»        | Россия    |
| Группа «Дискомафия» | Россия    |
| Полина Ростова      | Россия    |
| Дима Билан          | Россия    |
| Ольга Шилова        | Россия    |
| Кристинэ Имедадзе   | Грузия    |

## Ведущие
- Лера Кудрявцева
- Максим Галкин

## Специальные гости конкурса
- Тото Кутуньо
- Алла Пугачёва
- Лу Бега
- Группа Brainstorm
- Валерий Леонтьев
- Мария Наумова
- «Океан Ельзи»
- и другие[1][2].

## Члены жюри
- Игорь Крутой — сопредседатель жюри
- Раймонд Паулс — сопредседатель жюри
- Алла Пугачёва — «муза» фестиваля, член жюри
- Тото Кутуньо — член жюри
- Лу Бега — член жюри

## Интересные факты
- По официальным данным, конкурс «Новая волна» в прямом эфире просмотрело более 750 тысяч человек, что на тот момент превысило количество просмотров финала конкурса песни «Евровидение». День закрытия конкурса посмотрело около 1 миллиона человек только среди жителей Москвы. Это был самый масштабный прямой эфир в столице в 2002 году[4].